# Bleckley County
Das Bleckley County ist ein County im Bundesstaat Georgia der Vereinigten Staaten. Der Verwaltungssitz (County Seat) ist Cochran.

## Geographie
Das County liegt etwa in der Mitte von Georgia und hat eine Fläche von 568 Quadratkilometern, wovon fünf Quadratkilometer Wasserfläche sind. Es grenzt im Uhrzeigersinn an folgende Countys: Laurens County, Dodge County, Pulaski County, Houston County und Twiggs County.

## Geschichte
Das Bleckley County wurde am 30. Juli 1912 als 145. County aus Teilen des Pulaski County gebildet und nach Logan Bleckley benannt, einem Richter am Obersten Gerichtshof in Georgia.

## Demografische Daten
Laut der Volkszählung von 2010 verteilten sich die damaligen 13.063 Einwohner auf 4.660 bewohnte Haushalte, was einen Schnitt von 2,49 Personen pro Haushalt ergibt. Insgesamt bestehen 5.304 Haushalte.
69,7 % der Haushalte waren Familienhaushalte (bestehend aus verheirateten Paaren mit oder ohne Nachkommen bzw. einem Elternteil mit Nachkomme) mit einer durchschnittlichen Größe von 2,99 Personen. In 33,2 % aller Haushalte lebten Kinder unter 18 Jahren sowie in 28,9 % aller Haushalte Personen mit mindestens 65 Jahren.
30,8 % der Bevölkerung waren jünger als 20 Jahre, 23,7 % waren 20 bis 39 Jahre alt, 25,2 % waren 40 bis 59 Jahre alt und 20,4 % waren mindestens 60 Jahre alt. Das mittlere Alter betrug 36 Jahre. 47,6 % der Bevölkerung waren männlich und 52,4 % weiblich.
70,1 % der Bevölkerung bezeichneten sich als Weiße, 27,3 % als Afroamerikaner, 0,1 % als Indianer und 0,8 % als Asian Americans. 0,7 % gaben die Angehörigkeit zu einer anderen Ethnie und 1,0 % zu mehreren Ethnien an. 2,3 % der Bevölkerung bestand aus Hispanics oder Latinos.
Das durchschnittliche Jahreseinkommen pro Haushalt lag bei 35.507 USD, dabei lebten 25,9 % der Bevölkerung unter der Armutsgrenze.

## Kultur und Sehenswürdigkeiten

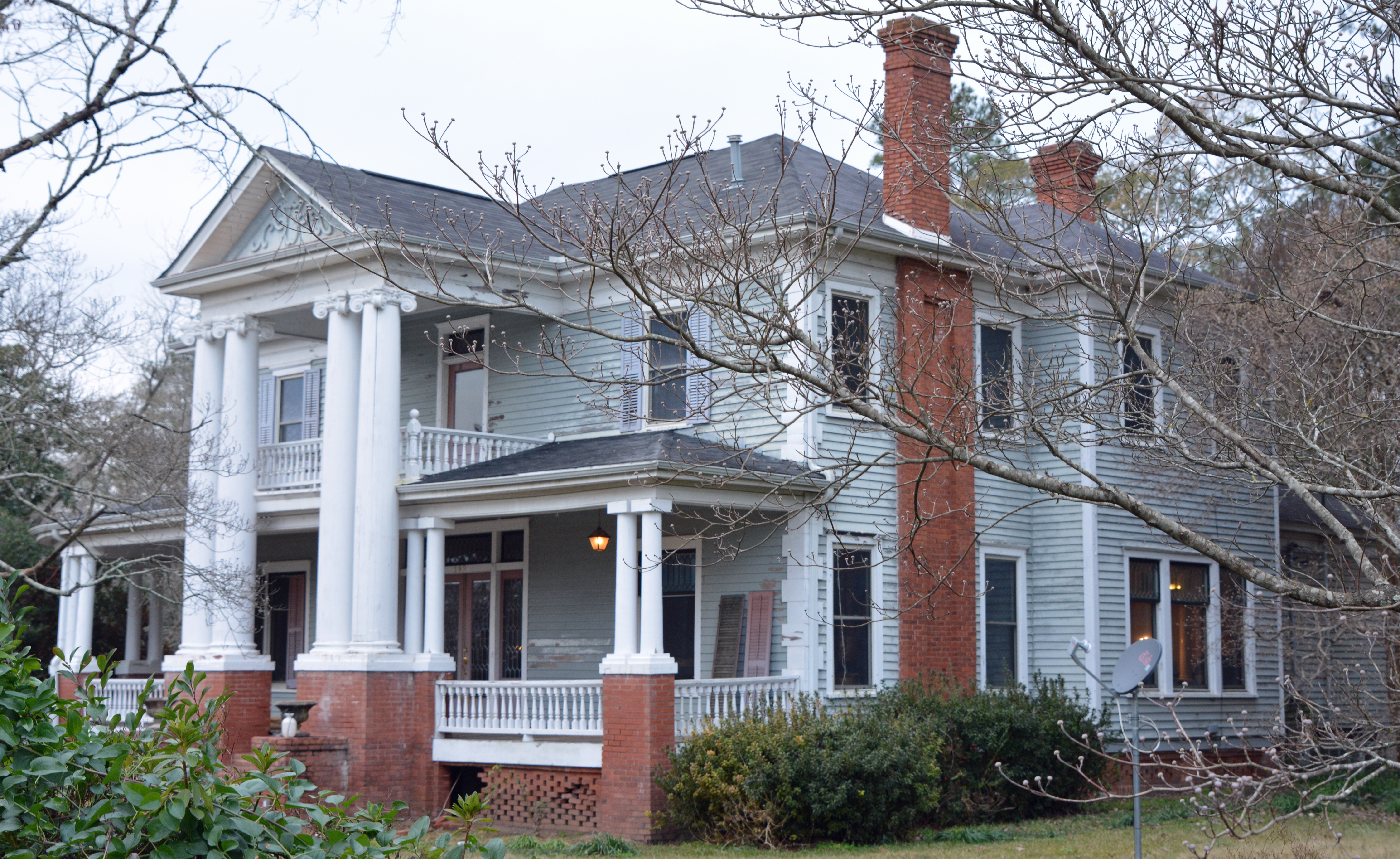
Hillcrest House (2016). Diese zweistöckige Residenz entstand im Jahr 1910 im Stile des Neoklassizismus. Im April 1983 wurde das Anwesen als zweites Objekt im County in das NRHP aufgenommen.

Drei Bauwerke im Bleckley County sind im National Register of Historic Places („Nationales Verzeichnis historischer Orte“; NRHP) eingetragen (Stand 18. April 2023), neben dem Gerichts- und Verwaltungsgebäude des County sind dies die Cochran Municipal Building and School und Hillcrest.

## Orte im Bleckley County
Orte im Bleckley County mit Einwohnerzahlen der Volkszählung von 2010:
City:
- Cochran (County Seat)  – 5.150 Einwohner

Town:
- Allentown – 169 Einwohner

Census-designated place:
- Empire – 393 Einwohner